# Stora Saltsjööknen

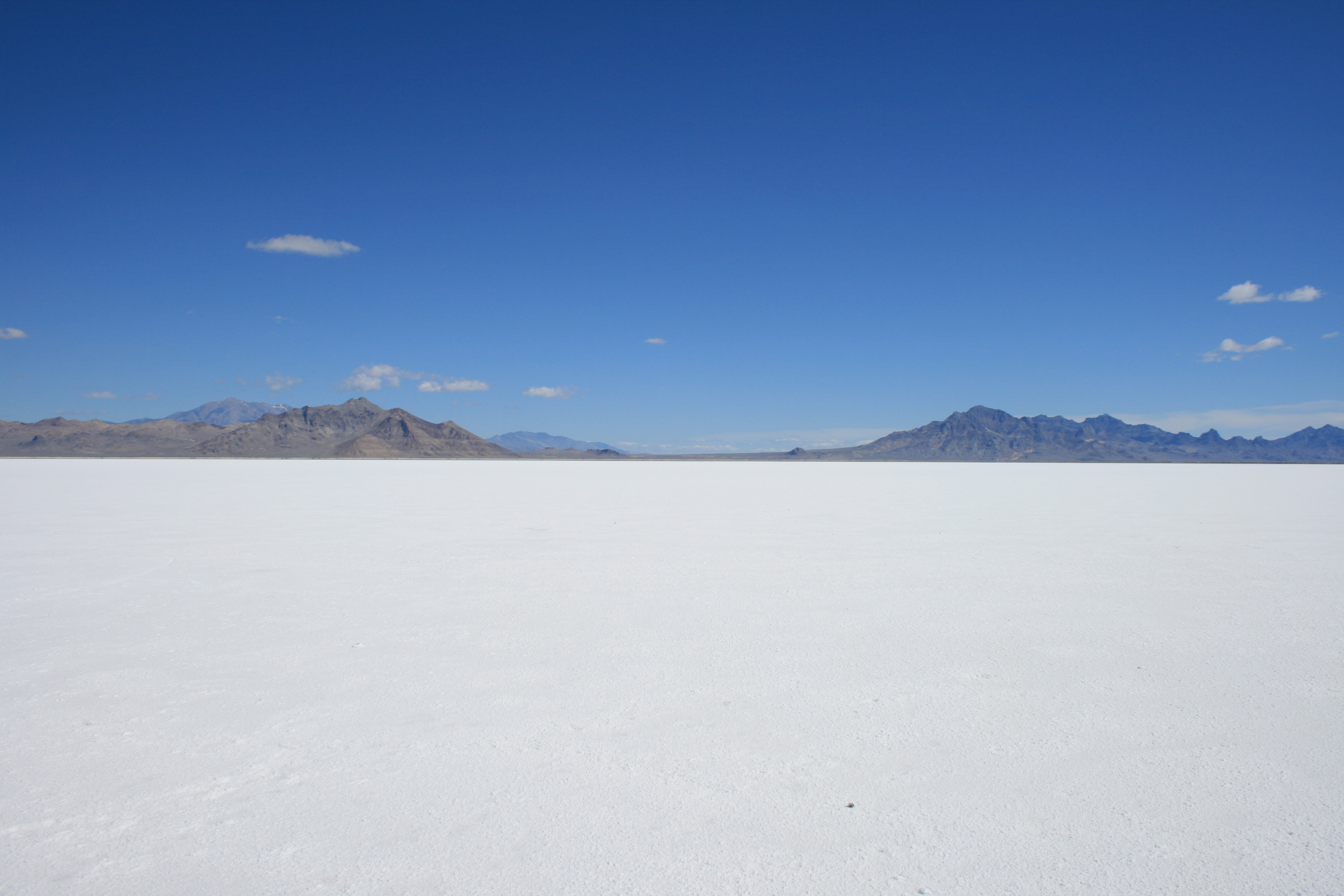
Bonneville Flats.

Stora Saltsjööknen (engelska: Great Salt Lake Desert) är en öken och tidigare sjöbotten i nordvästra delen av Utah i USA mellan Stora Saltsjön och gränsen mot  Nevada. Den uppstod under senaste istiden när Bonnevillesjön torkade ut och är känd för sina vita avlagringar av evaporiter. 
Öknen ligger 1 300 meter över havet och får omkring 125 mm nederbörd om året. Vintern och vårens nederbörd löser upp saltskiktet som återbildas när vattnet avdunstar under sommaren.
Stora delar av området består av silt och lera täckta av ett tunt saltlager men det finns också områden med tjockare saltlager som till exempel Bonneville Flats och Pilot Valley Playa.
Bonneville Flats är en extremt platt saltöken som har använts för hastighetstävlingar och rekordförsök med motorcyklar och bilar sedan början av 1900-talet. Här har man brutit salt (NaCl) sedan början av 1900-talet och utvunnit kaliumkarbonat (pottaska) och andra salter ur lakvattnet sedan 1917.
Amerikansk urbefolkning levde i närheten av Stora Saltsjööknen för 12 000 år sedan och spår i grottor tyder på att de har förflyttat sig inom området. Öknen beskrevs första gången 1847 av John C. Frémont, som ledde en expedition mot Kalifornien, och var ett av de största hindren när nybyggarna reste västerut. 